# SN 2007sy
SN 2007sy – supernowa typu II odkryta 2 października 2007 roku w galaktyce A011525+0049. Jej jasność pozostaje nieznana.